# 攔轎 (中式婚禮)
拦轿：是指中式婚禮中迎娶队伍从新娘家出村时，村民们会在村口路上设香案拦轿，以讨喜糖、金錢的習俗。又稱接道。此習俗在唐代已有，稱為障車，宋代起開始流行用花轎載新娘到男家，障車也就演變成攔轎。至現代多改用汽車迎親，雖保留「攔轎」之名，實際上是攔車。

## 概述
障车是唐代已有的婚俗，但当时就有歹徒借障车之名敲诈勒索，以致障车花费竟超过聘礼，所以不少有识之士上表请禁，并严惩歹徒。
接道来源于“劫道”，取劫道的拦路之举，摒劫道之恶名，改名为接道，其目的是为喜庆或等时辰。旧时中国民间认为有接道者是喜庆和缘分，如果没有接道的，既冷清，又说明这家人家在乡邻里人缘欠佳。而接道的人越多，同时也越证明新娘的才貌闻名远近，新郎及其家人也就越光彩。此外，旧时中国民间有些人家不但要求须在特定的吉时良辰拜堂，甚至也要求在特定的吉时良辰新娘才能进入院门。如迎娶队伍过早回来，新郎家人会派人出去将迎娶队伍拦住，等到特定的吉时良辰再进行花轿进家门的相关婚俗仪式。
接道方式也由原来的香案供桌自民国以降简化为布幔、凳子、绳子。接道此俗源于但接道这一婚俗于民间仍流传不绝。除了分派喜糖外，当今接道时也有讨烟酒的，但均为拦路者向迎娶队伍讨要礼品。若拦路者向迎娶队伍送礼品，则为挡喜。挡喜是当过村店时迎娶队伍被“接”停下时，有人用长凳横放路中，上放烟酒挡轿，其意乃请鼓乐手或戏班献艺，鼓乐手或戏班就须表演一段曲目，表演完后取走烟酒。

## 批評
此俗曾在中国大陆于1950年后一度绝迹，但现在于中国大陆又再度出現，且經常有人藉此明目张胆拦路抢劫、勒索敛财，恶棍们藉口行传统婚俗，公然阻拦劫持婚礼队伍，索要高档烟酒和金钱，不得逞便不罢休，不仅耽误婚礼时程，也使婚礼中原本就十分巨大的经济负担更加沉重。